# Stefan Lampinen
Stefan Karl Arne Lampinen, född 11 mars 1963 i Luleå, är en svensk konsult i datorspelsbranschen.
Lampinen arbetade som konsult åt Brio och lanserade Sega Mega Drive i Sverige 1990. Efter försäljningsframgångar med spelen Elitserien 95 och Elitserien 96 till Mega Drive fick Lampinen uppdraget att starta upp Electronic Arts nordiska kontor . Åren 1998-1999 blev Lampinen vald till ordförande för branschföreningen MDTS som ingick i Dataspelsbranschen. Efter ett antal olika tjänster, som bl.a. verkställande direktör för Centraleuropa, på Electronic Arts samt en sejour på Nokia där han arbetade med N-Gage, rekryterades Lampinen till Microsoft 2005 som EMEA Sales Director  för att utöka distributionen av Xbox.
2008 tilldelades Stefan Lampinen MDTS hederspris 2008  på Dataspelsgalan med motiveringen "för sitt arbete med att växa branschen genom marknadsföring mot nya målgrupper, nya distributionsvägar och lokalisering samt sin aktiva roll som lyfte branschföreningens arbete".